# Oráculo de Nechung

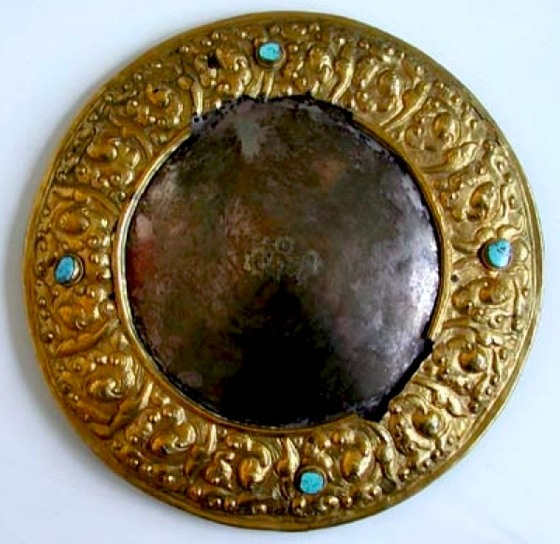
Espejo del oráculo oficial del Estado de Tíbet

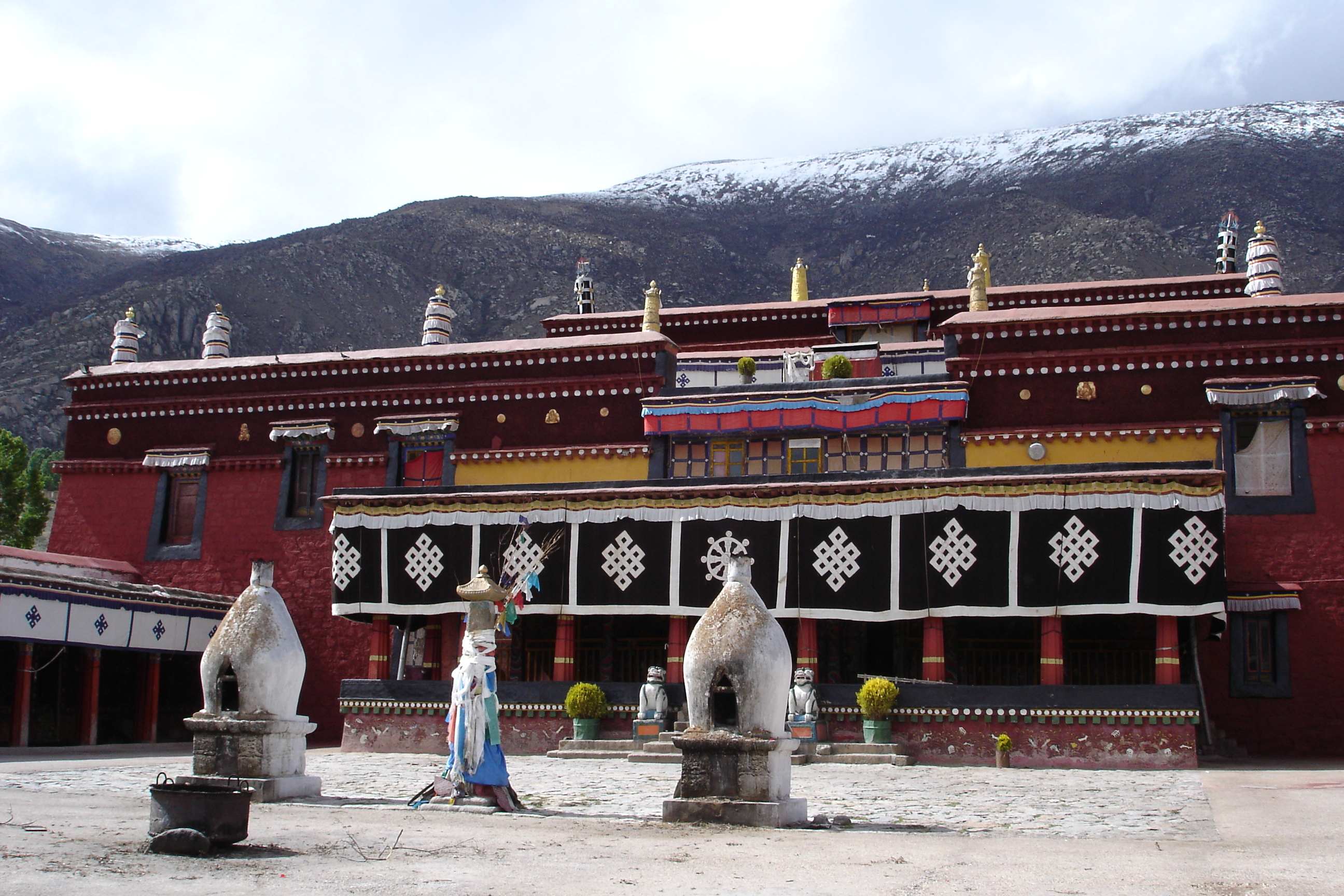
Monasterio de Nechung en Tíbet

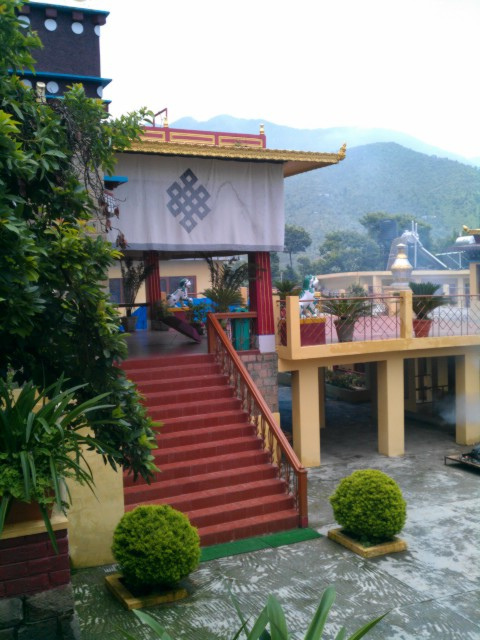
Monasterio de Nechung en Dharamsala (India)

El oráculo de Nechung es el oráculo oficial del Estado de Tíbet, uno de los oráculos del Estado del antiguo Tíbet. El médium era el abad del monasterio de Nechung. El gobierno tibetano en el exilio ha recreado ese monasterio en Dharamsala (India), cerca de la residencia del XIV Dalái lama. El médium de Nechung tiene el rango de viceministro y se le consulta al menos con motivo del Año Nuevo tibetano.
Desde el 4 de septiembre de 1987, el 17º Kuten es Thubten Ngodup, nacido en 1957 en Phari (Tíbet). El anterior fue Lobsang Jigmé, médium desde 1945 hasta 1984, que en 1947 anunció las dificultades derivadas para Tíbet por la llegada del régimen comunista a China y aconsejó el exilio del XIV Dalái lama en 1959.

## Historia

### Orígenes

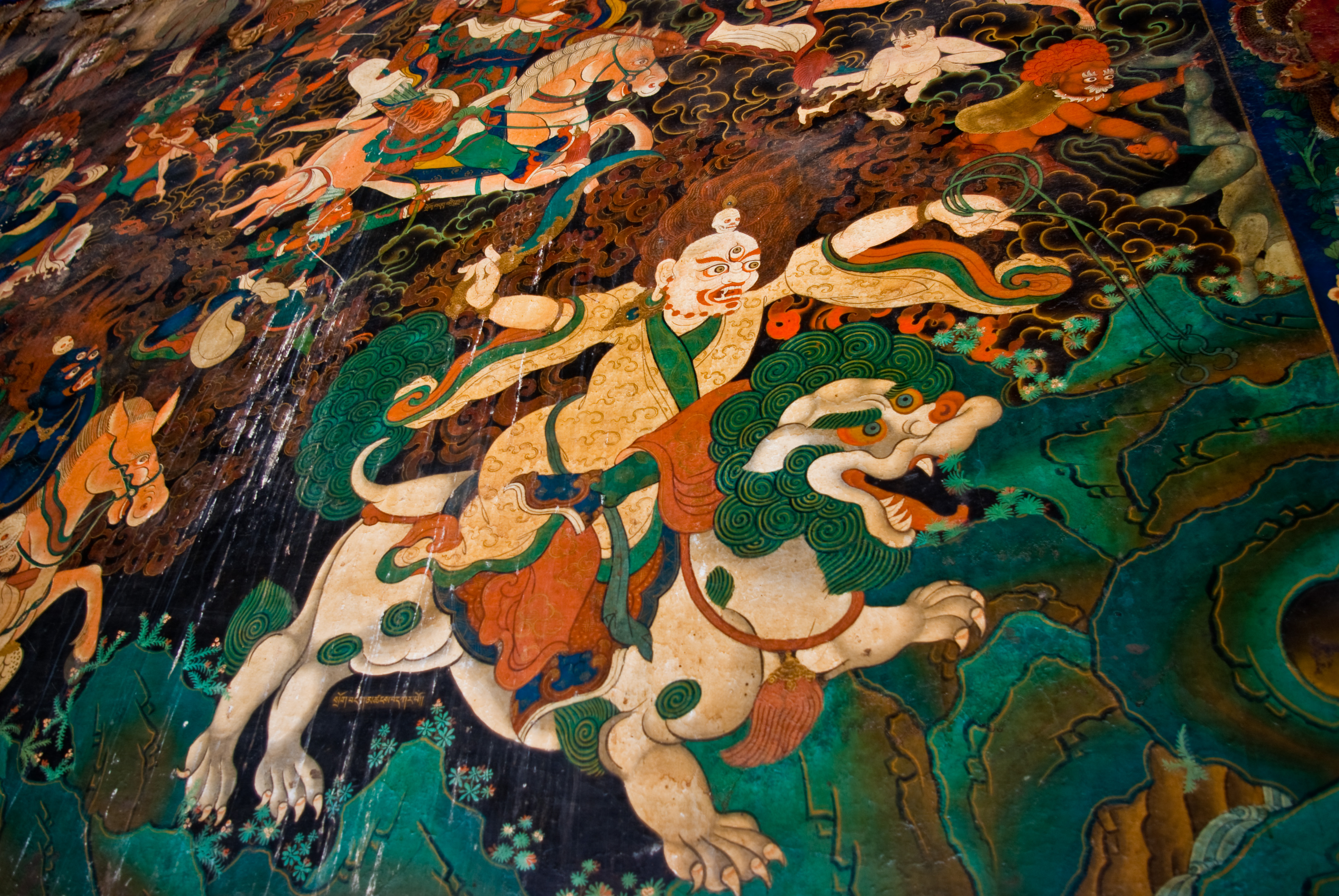
Pehar sobre un león

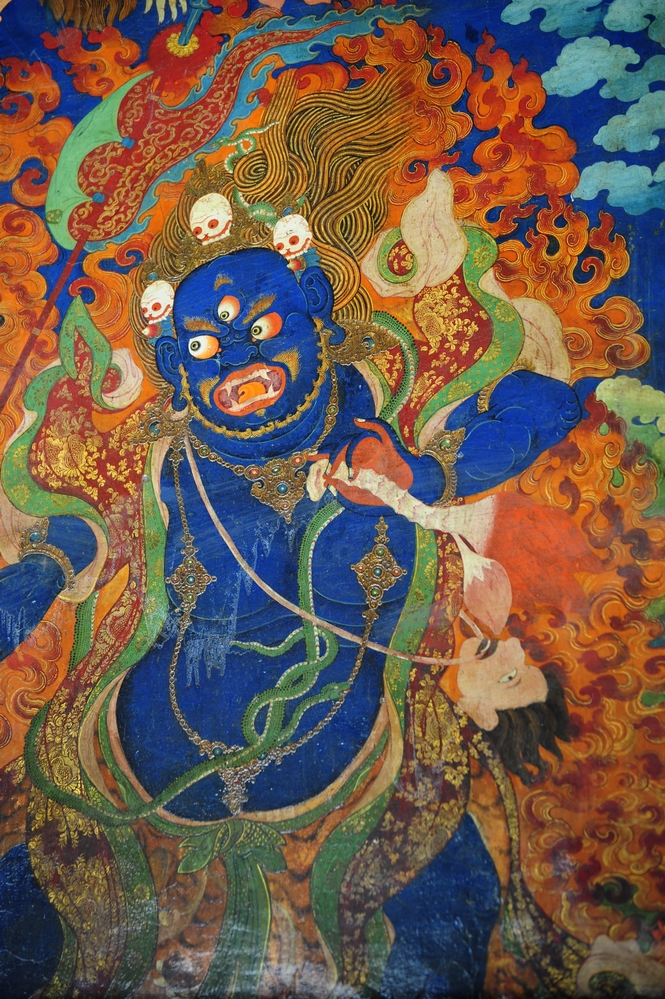
Representación de Pehar Gyalpo en el monasterio Nechung, Tíbet

La práctica del oráculo por posesión de un espíritu o una deidad está presente en las más antiguas tradiciones religiosas tibetanas, como las tradiciones Bön y Nyingma. Según la concepción budista, la deidad proyecta su espíritu por transferencia de conciencia, uno de los seis yogas de Naropa, en un kuten o soporte físico. Después de la posesión, el médium precisa de un período de convalecencia. Los oráculos han tenido un papel importante en el terreno religioso, fueron consultados para recabar consejo por los gobiernos del antiguo Tíbet y el oráculo de Nechungse continúa siendo consultado por el gobierno tibetano en el exilio.
La deidad que se expresa a través del oráculo es Pehar Gyalpo, uno de los espíritus dominados por Padmasambhava, que lo nombró protector del monasterio de Samye. Pronto ese espíritu se estableció en la zona del monasterio de Nechung y en Samye fue reemplazado por el espíritu Tsiu Marpo.
El origen de las relaciones entre Pehar (Dorjé Dragden) y los Dalái lama se remonta al II Dalái lama, que visualizó en numerosas ocasiones a Pehar, que aceptó ser su protector y del monasterio de Drépung, cercano al de Nechung.
Cuando en 1642 el V Dalái lama se convirtió en jefe del Estado de Tíbet, Dorjé Dragden pasó a ser considerado el protector de los Dalái lama, del gobierno del Tíbet y del Tíbet en su conjunto, junto con la deidad Palden Lhamo, que estaba encargada de proteger exclusivamente al Tíbet. Cuando se construyó el Potala, Dorjé Dragden pasó a ser el protector del Estado y el médium Nechung kuten fue el soporte físico para el oráculo. Los consejos del oráculo únicamente se tienen en cuenta como un elemento más a la hora de tomar decisiones. A iniciativa del V Dalái lama, el 2º regente del Tíbet, Trinlé Gyatso (1660-1668), fundó un nuevo monasterio Nechung y el regente Sangyé Gyatso (1679-1703) lo amplió hasta el punto de tomar el nombre de Nechung Dorjé Drayang Ling (Nechung, el jardín del melodioso sonido del rayo), confirmando la protección de Pehar.
Pehar tuvo numerosas residencias, siendo Nechung la principal. También es el protector de Tsel Gungthang, antigua residencia del lama Shang Tsöndru Dragpa, donde se estableció la residencia de Nechung Kuten en Lhasa.
El monasterio de Nechung llegó a tener 115 monjes bajo el reinado del XIII Dalái lama. El Nechung Kuten tenía el rango de abad del monasterio, mientras que el Nechung Rinpoche pasó a tener responsabilidades administrativas, siendo ambos nombrados por el gobierno tibetano. Ante la invasión china de 1959, sólo 9 monjes pudieron exiliarse en la India y el monasterio fue destruido.

### Lista de Nechung Kutens

#### 1.er. Kuten
Fue en 1544 cuando Pehar Gyalpo tomó posesión por vez primer de vehículo humano, convirtiendo a Drag Trang-Go-Wa Lobsang Palden en el primer médium de Nechung. Lobsang Palden dio indicaciones que permitieron descubris al III Dalái lama

#### 2º Kuten
Jampa Gyatso también fue conocido como Ringangpa, debido a que procedía de Rinchen Gang.

#### 3er. Kuten
Nangso Gönor era miembro del gobierno cuando tuvo su primer trance.

#### 4º Kuten
Sépo Sönam fue kuten bajo el reinado del V Dalái lama, a quien aconsejó en la crisis con Bután en 1650. Durante esta época, el Nechung Kuten pasó a ser el oráculo oficial del Estado del Tíbet.

#### 5º Kuten
Tséwang Pelbar fue Nechung Kuten desde 1679 hasta 1689. Cuando falleció el V Dálai lama, hizo una predicción sobre su reencarnación y murió en 1689, con 58 años.

#### 6º Kuten
Lobsang Legjor Gyatso, originario de Kongpo, tuvo su primer trance en 1690.

#### 7º Kuten
Tsangyang Tamdrin (Lobsang Tashi) tuvo su primer trance en 1725, reinando el VII Dalái lama. Instituyó en Nechung la práctica de las 13 deidades de Yamantaka, según la transmisión del monasterio de Gyuto. Debido a su prestigio, recibió propiedades en la región Dartsédo. Falleció anciano en 1747.

#### 8º Kuten
Ngawang Gyatso era originario de Dartsédo y del monasterio de Gar Dratsang, fundado por Kamsum Silnön, encarnación de Rigzin Göden. Tuvo su primer trance en 1747, en presencia del VII Dalái lama. También estaba relacionado con el monasterio de Thubten Dorjé Drag y el tulku del mismo, Taklung Tsétrul Rinpoché.

#### 9º Kuten
Yulo Köpa es poco conocido. En 1822 fue elevado al rango de Khenchung, integrante de la administración religiosa del Estado.

#### 10º Kuten
Kalsang Tsültrim fue médium durante el período 1837-1856. Dada su eficacia, en 1849 fue nombrado khenchen, cuarto rango gubernamental. Falleció poco después que el XII Dalái lama.

#### 11º Kuten
Lhalung Shakya Yarphel, estando en meditación en 1878 a las orillas del lago Lhamo Lhatso, vio al niño reencarnación del XII Dalái lama, a sus padres, sus nombres y la casa donde vivían. Una misión de investigación descubre en Dagpo la casa de un leñador humilde que alberga al niño; su padre se llama Kunzang Rinchen y su madre Lobsang Dolma. Preguntado en trance, Lhalung Shakya Yarphel confirma que se trata del XIII Dalái lama. En febrero de 1899, el 11º Kuten advirtió al XIII Dalái lama durante un trance que su vida estaba en peligro, a pesar de lo cual este comenzó a enfermar. Interrogado de nuevo el médium, aseguró que se trataba de magia negra y pidió que se desmontaran un par de botas, en las que se encontraron pentáculos maléficos asociados al nombre y fecha de nacimiento del Dalái lama, así como sustancias nocivas.

#### 12º Kuten
Lobsang Sönam, monje de la región de Kham, fue descubierto en febrero de 1901, después de su primer trance.

#### 13º Kuten
Lhalungpa Gyaltsen Tharchin fue descubierto en el año nuevo tibetano de 1913, al experimentar su primer trance. Fue rechazado por el Dalái lama hacia 1920 y se exilió en Lhoka.

#### 14º Kuten
El XIII Dalái lama reinvistió como Kuten a Lobsang Sönam cuando tuvo un nuevo trance. Tras las celebraciones del año nuevo tibetano, advirtió al Dalái lama de su fin inminente, revelándole su enfermedad y que debía hacer las previsiones adecuadas para la futura estabilidad del país. El XIII Dalái lama redactó un «testamento» que, en algunos aspectos, se revelaría profético.
Según el sitio The Tibet Album, Lobsang Namgyal habría precipitado la muerte del XIII Dalái lama mediante erróneos consejos médicos. El mismo sitio afirma que fue nombrado oráculo del Estado en 1934, tras la muerte del Dalái lama el 17 de diciembre de 1933.
El historiador Claude Arpi menciona que Thupten Kunphel-la fue acusado de haber precipitado la muerte del XIII Dalái lama, con la complicidad del oráculo y de su médico personal.

#### 15º Kuten

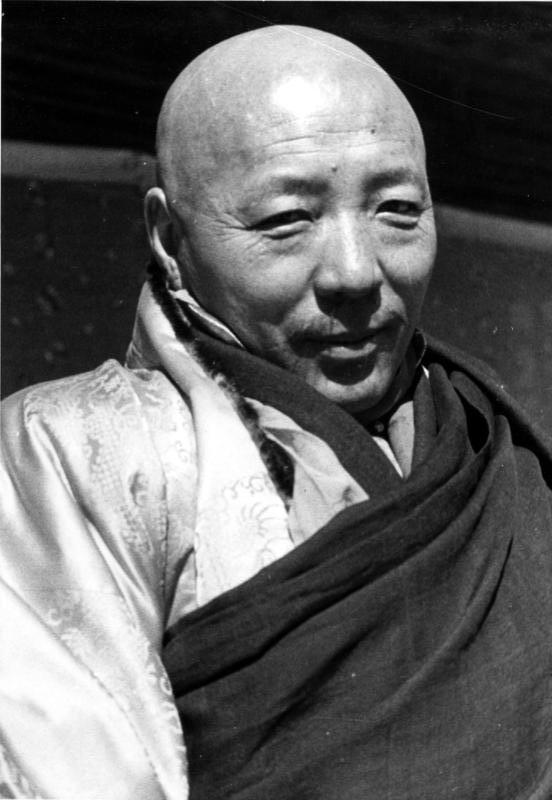
Lobsang Namgyal, 15º Nechung Kuten, en 1939

Lobsang Namgyal participó en la búsqueda del XIV Dalái lama, cuando el oráculo solicitó que se enviasen tres equipos de búsqueda: al Tíbet central, a la región de Amdo y a la región de Kham.

#### 16º Kuten
Lobsang Jigmé, nombrado en 1945, aconsejó el 21 de julio de 1951 al XIV Dalái lama, que estaba refugiado en Yatung, que volviese a Lhasa.
En 1959, volvería a consultarse al oráculo sobre la conveniencia del exilio del Dalái lama en la India. En la autobiografía Au loin la liberté, el XIV Dalái lama explica que el 10 de marzo de 1959 los habitantes de Lhasa se habían concentrado delante del palacio de verano para defenderle contra los chinos. Entonces, consultó al oráculo que le aconsejó quedarse y reanudar el diálogo con los ocupantes, lo que provocó dudas. En los días siguientes, Ngabo Ngawang Jigmé informó al Dalái lama que el ejército chino pensaba atacar a la multitud y bombardear el palacio. Cuando consultó de nuevo al oráculo, este le indicó claramente que huyera ese mismo día, indicando incluso el itinerario que debía seguir hasta la frontera. El Dalái lama piensa que el Kuten sabía que de antemano que debía abandonar Lhasa el 17 de marzo, pero que no dijo nada para evitar filtraciones. Además, el sistema de adivinación mo confirmó los consejos del oráculo.
Dos célebres profecías de Lobsang Jigmé han sido relatadas por Ellen Pearlman. Una anunciando que el Tíbet tendría muchos problemas en 1950 y otra concerciente a la huida del Dalái lama en 1959. Pearlman añade que el médium enfermó en 1951, posiblemente debido a los trances, y que en 1959 acompañó al Dalái lama en su viaje hacia la India, donde finalmente sanó de sus dolencias. Murió en Dharamsala (India) el 26 de abril de 1984.

#### 17º Kuten

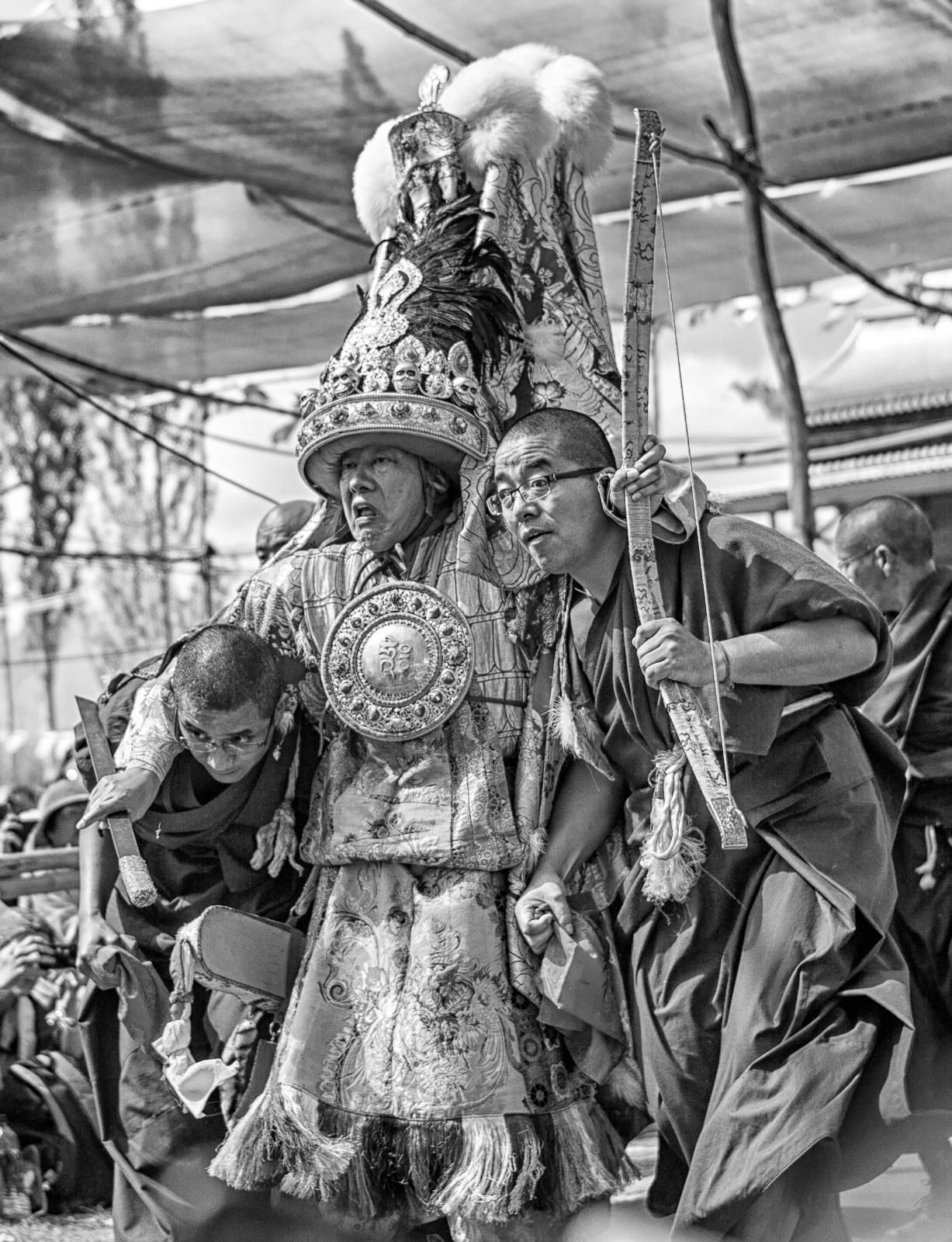
Thubten Ngodup, 17º Nechung Kuten, en trance en 2014, durante el Kalachakra en Ladakh

Thubten Ngodup, nacido en 1957 en Phari (Tíbet) y lama de Nechung (Dharamsala, India) desde 1971, fue nombrado 17º Kuten el 4 de septiembre de 1987.

### Otros oráculos
Según un artículo sobre los oráculos tibetanos publicado en 1978 por el príncipe especialista en el Tíbet Pedro de Grecia, en Dharamsala se encontraban exiliados cuatro oráculos de alto rango, entre los cuales estaba el de Nechung.

## Vestuario y trance
Durante las ceremonias oficiales, el Nechung Kuten viste con brocado de oro y los cuatro colores que representan a los distintos elementos: rojo, azul, verde y amarillo. Sobre el pecho lleva un espejo circular rodeado de turquesas y amatistas, con el mantra Dorje Drakden en el centro.
El Nechung Kuten entra en trance mediante mantras, oraciones y música. Una vez que el trance ha comenzado, se le coloca sobre la cabeza una pesada tiara en la que se han fijado diversas banderas. Después toma una espada y comienza a danzar; lleva a cabo una danza por cada pregunta y, mientras tanto, da una respuesta, que debe ser interpretada. Cuando finaliza la sesión, lleva a cabo una última oración y se desmaya.
Puede leerse una descripción detallada de la ceremonia en el libro de Heinrich Harrer Siete años en el Tíbet.